# Leonardo Henrichsen
Leonardo Henrichsen (Buenos Aires, 29 maggio 1940 – Santiago del Cile, 29 giugno 1973) è stato un giornalista argentino.
È ricordato per aver filmato i momenti del Tanquetazo, il primo colpo di Stato militare contro Salvador Allende, e per aver "filmato la propria morte", riprendendo con la sua videocamera il soldato che lo uccise mentre gli sparava.

## Testimone e vittima del Tanquetazo
Fu inviato in Cile nel 1973, come cameraman al fianco del collega Jan Sandquist, giornalista svedese, per occuparsi della delicata situazione politica di allora nel paese. La mattina del 29 giugno 1973, mentre un gruppo di militari in rivolta barsagliava il palazzo presidenziale e spargeva il terrore nel centro di Santiago, scese per strada per documentare gli avvenimenti. Filmò un gruppo di soldati che sparava da una camionetta in sosta, e uno di questi mirò contro di lui e fece fuoco ripetutamente, uccidendolo.